# Beit Affa
Beit 'Affa ou Bayt Affa était un village palestinien du sous-district de Gaza. Il a été vidé de sa population et détruit pendant la guerre civile de 1947-1948 en Palestine mandataire. Il était situé à 19 km au nord-est de Gaza et l’oued al-Rana coule à l’est du village.

## Géographie
Le village était situé à une altitude de 100 m, sur une petite colline dominant la plaine côtière. Des petites routes le reliaient à la route principale qui suivait la côte.

## Histoire
Les archéologues ont retrouvé un khirba avec des restes de murs fait de colonnes, de pierres non-taillées et un puits. 
Au XIVe siècle, le village est la résidence du maître soufi Al-Faluji, venu d’Irak et avant qu’il ne s’installe dans le village voisin d'al-Faluja.
En 1472–1473, le sultan Qait Bay consacra Beit Affa comme waqf au bénéfice de sa madrasa de Jérusalem.

### Période ottomane
Beit Affa est rattaché à l’empire ottoman en 1517 en même temps que le reste de la Palestine ; il figure sur les registres fiscaux de 1596 comme relevant de la nahié de Gaza, dans le sandjak de Gaza. Il avait une population de 26 ménages musulmans, soit environ 143 habitants qui payaient les taxes sur le blé, l’orge, la vigne et les arbres fruitiers, ainsi que sur le bétail et d’autres productions du village. Le 1/24e des revenus étant alloués à un waqf.
En 1838 Edward Robinson le mentionne,.
En 1863, Victor Guérin le visite et y trouve 400 habitants, cultivant des champs de tabac et de concombres, et en 1870, une liste de villages ottomane recense 37 maisons et 90 hommes,.
En 1883, le PEF décrit Beit 'Affa comme ressemblant à Iraq Suwaydan, village de taille moyenne construit en adobe et situé en plaine.

### Période du mandat britannique
Selon le recensement de la Palestine mandataire de 1922 mené par les autorités mandataires britanniques, Beit Affa abritait 422 musulmans passant en 1931 à 462, tous musulmans.

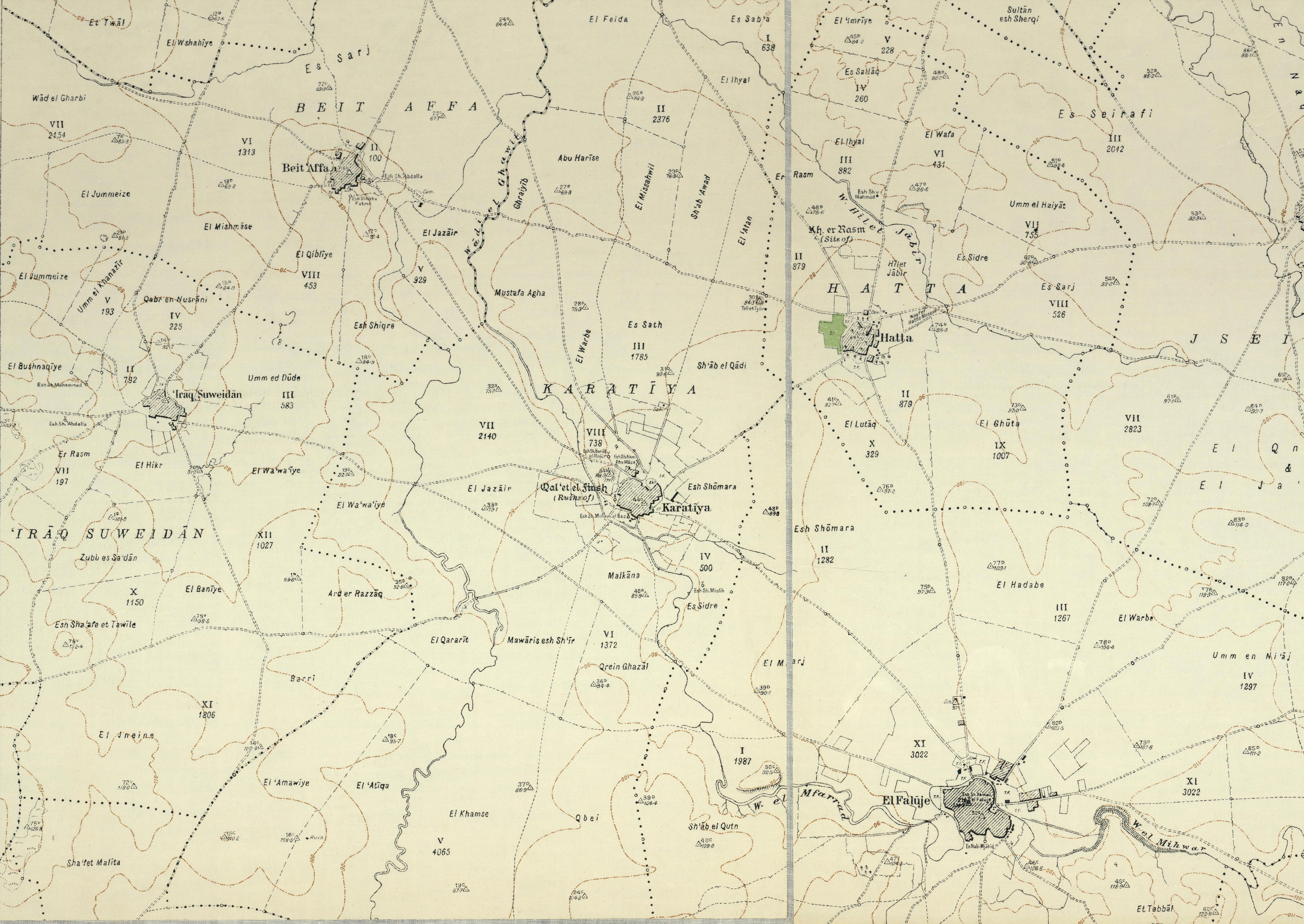
Beit 'Affa en 1930, carte au 1:20 000.

Dans les Village Statistics de 1945, 700 musulmans sont comptabilisés avec 5808 dunams cultivés, dont 14 dunams pour les vergers et les terres irriguées, 5657 pour les céréales et 26 dunams construits. Les villageois faisaient aussi paître leurs troupeaux dans les parcours à l’est du village.
En 1948, la population est estimée à 810 habitants

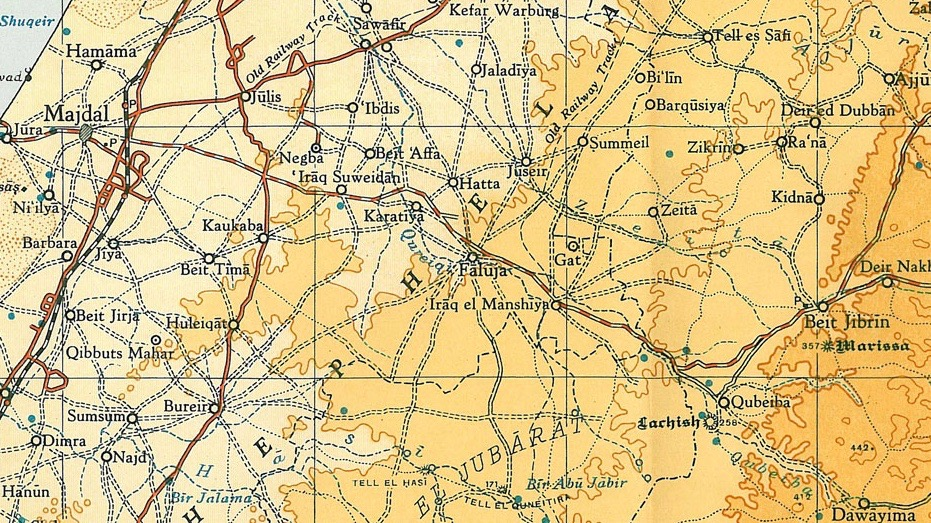
Beit Affa en 1945, carte au 1:250 000.

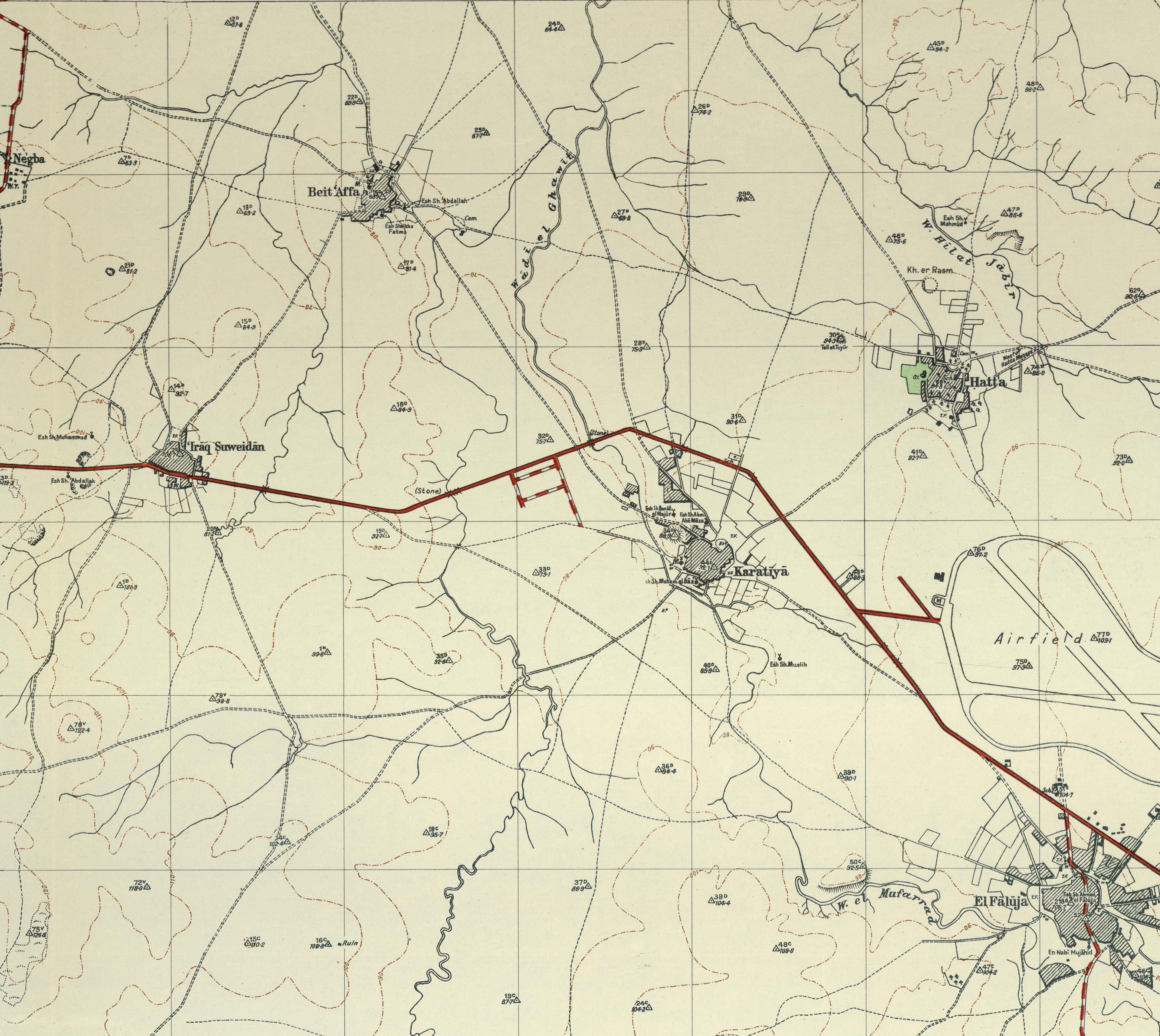
Beit Affa en 1930 1:20 000.

### 1948 et suites
Dans le plan de partage de la Palestine de 1947, Beit Affa devait appartenir à l’État arabe. Selon Palestine Remembered, le village a été occupé le 10 janvier 1948. Il est ensuite à nouveau occupé par le second bataillon de la brigade Guivati. Selon le journal Filastin, dans la nuit du 27 janvier, des paramilitaires sionistes ont tenté de s’infiltrer dans le village. La garde du village les a repoussé après un combat de deux heures, les assaillants se repliant sur Negba. Selon Ilan Pappé, cette attaque relève de la tactique de « reconnaissance violente » pratiquée par la Haganah : l’irruption a lieu de nuit, les villageois sont rassemblés sur la place, des coups de feu sont tirés, ceux qui résistent sont abattus. À Beit Affa, il s’agissait d’un test de cette technique d’intimidation, inspirée des méthodes d’Orde Wingate, officier britannique spécialiste des guerres de guérilla. Les sources divergent sur la date d’occupation du village, d’autant qu’il semble y avoir plusieurs moment de conquête pour Israël. Selon Palestine Remembered, elle a lieu le 10 janvier. Selon Benny Morris, elle a lieu les 14-15 juillet. Une autre source indique que le village était déjà aux mains de l’armée israélienne le 9 juillet, quand l’armée égyptienne repousse les soldats de la brigade Guivati qui l’occupaient. Le 4e bataillon de la brigade, renforcé de troupes de débarquement, échoue à reprendre le village les 17-18 juillet. Enfin, un historien égyptien indique que l’armée israélienne s’empare du village dans la nuit du 10 au 11 juillet, repoussée par les Égyptiens le 11, relation qui semble la plus fiable, Israël prenant alors le contrôle du village lors de l’opération Yoav, en octobre.
Khalidi et l’encyclopédie de la question palestinienne estiment que la population de Beit Affa a probablement fui le village après la prise du village par l’armée israélienne vers le 9 juillet 1948. L’armée égyptienne et des soldats soudanais repousse les Israéliens quelques jours plus tard et le conserve jusqu’à l’opération Yoav dans la deuxième moitié d’octobre. Le village est détruit,. Après la guerre, il est annexé par Israël.
En 1953, le moshave de Yad Natan est installé au sud du village, sur les terres d’Iraq Suwaydan.
En 1992, le site du village est décrit comme suit : « Il n’y a pas de traces du village ; le site n’en est marqué que par les sycomores, les caroubiers, les cactus. Des arbres fruitiers, dont des agrumes, sont plantés autour et sont irrigués par les eaux du Jourdain détournées par l’aqueduc national d'Israël. »
En 1998, la population réfugiée descendant des habitants de Beit Affa est estimée à 4987.

## Monuments
Un tombeau consacré au prophète al-Nabi Salih se trouvait au village (tout comme à Ramla).